# Satoru Ōki
Satoru Ōki (japanisch 大木 暁 Ōki Satoru; * 8. Dezember 1992 in Adachi) ist ein japanischer Fußballspieler.

## Karriere
Ōki erlernte das Fußballspielen in der Jugendmannschaft von Tokyo Verdy und der Universitätsmannschaft der Komazawa-Universität. Seinen ersten Vertrag unterschrieb er 2015 bei Tokyo Verdy. Der Verein spielte in der zweithöchsten Liga des Landes, der J2 League. Für den Verein absolvierte er 14 Ligaspiele. 2017 wurde er an den Drittligisten AC Nagano Parceiro ausgeliehen. 2018 wechselte er zu Tochigi Uva FC (heute: Tochigi City FC). Für den Verein absolvierte er 31 Ligaspiele. 2020 wechselte er zu Vonds Ichihara.